# Bernard Meinrad Meyer de Schauensée
Pour les articles homonymes, voir Meyer.
Bernard Meinrad Fridalin Joseph Philippe Neree Jean Baptiste Meyer de Schauensée, né le 20 janvier 1777 à Lucerne en Suisse et mort le 5 septembre 1860 à Colmar, dans le Haut-Rhin, est un général suisse naturalisé français de la Révolution et de l’Empire. 
Il est le frère du général Jean-Baptiste Maur Meyer (1768-1802).

## Biographie

### Sous la Révolution et l'Empire
Il entre en service en 1799 au 9e régiment de dragons. La même année, il passe maréchal des logis. Nommé sous-lieutenant le 1er avril 1800, lieutenant le 25 janvier 1804, et en 1805, il devient aide de camp du général Suchet. Il participe aux campagnes de 1805 à 1807 en Autriche, en Prusse et en Pologne. Il est blessé le 2 décembre 1805 à la bataille d’Austerlitz avant d'être fait chevalier de la Légion d’honneur le 24 avril 1806. Il reçoit une nouvelle blessure le 26 décembre lors de la bataille de Pultusk, et le 31 décembre suivant, il passe capitaine.
En 1808, Meyer passe en Espagne et est promu chef d’escadron le 22 octobre. Élevé au grade d’officier de la Légion d’honneur le 18 juillet 1809, il est nommé colonel le 23 juin 1810. Il est également créé chevalier de l’Empire le 6 août 1811 puis baron de l’Empire le 19 février 1812. Sa promotion au grade de général de brigade intervient le 28 juin 1813, peu avant d'être employé à l’armée d’Aragon au mois de septembre. Pendant la Première Restauration, Louis XVIII le fait chevalier de Saint-Louis le 30 août 1814 et le met en non activité le 1er septembre. Le 20 octobre suivant, le général reprend du service comme commandant de Mont-Louis.

### Des Cent-Jours à la monarchie
Pendant les Cent-Jours, il passe à la 8e division de cavalerie du 5e corps d’observation le 6 avril 1815. Le 8 mai, il commande une brigade de la 10e division de cavalerie de l’armée des Alpes. Il est naturalisé français en 1817. Après la Seconde Restauration, il exerce plusieurs commandements avant d’être mis dans la section de réserve de l’état-major général en 1820. Le roi Louis-Philippe le fait commandeur de la Légion d’honneur le 19 juin 1831 et le nomme à la tête du département du Haut-Rhin. 
Admis à la retraite en 1848, il meurt le 5 septembre 1860 à Colmar.

## Dotations
- Le 6 août 1811, donataire d’une rente annuelle de 2 000 francs sur le département de Montenotte.
- Le 19 février 1812, donataire d’une rente annuelle de 2 000 francs sur le département de Montenotte.

## Distinctions
- Chevalier de l’Empire le 6 août 1811 par décret, lettres patentes du 20 février 1812
- Baron de l’Empire le 19 février 1812 par décret, lettres patentes du 1er janvier 1813

## Sources
- (en) « Generals Who Served in the French Army during the Period 1789 - 1814: Eberle to Exelmans »
- Thierry Pouliquen, « Les généraux français et étrangers ayant servis [sic] dans la Grande Armée » (consulté le 15 juin 2014)
- « La noblesse d’Empire » (consulté le 15 juin 2014)
- Eugène Fieffé, Histoire des troupes étrangères au service de la France, volume 2, Dumaine libraire éditeur, 1854, p. 218
- « Cote LH/1856/40 », base Léonore, ministère français de la Culture
- Antoine Jay, Etienne de Jouy et Jacques Marquet de Norvins, Biographie nouvelle des contemporains ou dictionnaire historique et raisonné de tous les hommes qui, depuis la Révolution française ont acquis de la célébrité par leurs actions…, tome 13, Paris, librairie historique, janvier 1824, 504 p. (lire en ligne), p. 294.
- (pl) « Napoléon.org.pl »